# Gioventù (novella)
Gioventù è una novella di Luigi Pirandello. Fa parte della raccolta Il viaggio (1928), dodicesimo volume delle Novelle per un anno.

## Trama
La signora Velia ha appena avuto un attacco di cuore e Don Buti la sta soccorrendo. Ella è un'anziana vedova, amata da tutto il paese per le opere realizzate con la sostanziosa eredità lasciatale dal Mascetti, uomo torinese più anziano di lei che fu costretta a sposare in gioventù e morto dopo soli 4 anni di matrimonio. Le sue nozze indussero al suicidio Martino Prever, l'uomo di cui Velia era veramente innamorata; per tale ragione, la signora non aveva mai fatto mancare la sua protezione alla famiglia Prever, e il pronipote di Martino era al servizio della signora. 
Velia, sul letto di morte, insiste che l'infermiera Marietta apra la finestra per farle ammirare il plenilunio e la campagna di notte; travolta dalle emozioni, lo stato della signora precipita. Marietta manda Prever a chiamare il dottore. Nel frattempo, risvegliatasi per qualche minuto, la signora manifesta l'irrefrenabile voglia di scrivere una breve lettera, da aprirsi dopo la sua morte.
All'arrivo del dottore, che prevede la morte di Velia entro poche ore, Marietta racconta della lettera, suscitando la curiosità del Prever; temendo qualche inaspettata modifica testamentaria, questi chiama i suoi genitori e il parroco, che accorrono e chiedono informazioni a Marietta della lettera, evidentemente interessati.
All'alba giunge al capezzale Martino, figlio di Velia e del Mascetti, che la famiglia paterna aveva allontanato in giovane età dalla madre, con la quale aveva solo freddi rapporti epistolari; Velia, delirante, lo caccia via in malo modo. Questi, addolorato dalla reazione della madre, si vede affidare da Marietta la lettera, ma non ne sembra interessato. La signora muore poco dopo.
Il giorno dopo, durante i riti funebri, don Buti e i Prever con una scusa chiedono impazienti di vedere la lettera a Martino, che se ne era completamente dimenticato. Velia ha lasciato indicazioni di seppellire con lei alcuni oggetti, ricordi di una notte di luna di molti anni prima con l'amato Martino.